# Walden Bello
(Walden Bello, Tratto dal discorso di accettazione del Right Livelihood Award - 8 Dicembre 2003)
Walden Flores Bello (Manila, 11 novembre 1945) è un sociologo, ambientalista, politico e attivista filippino.
Ritenuto uno dei maggiori critici dell'attuale modello di globalizzazione economica, combina i ruoli di intellettuale ed attivista. È di orientamento social-democratico.

## Biografia

### Infanzia e studi
Bello nacque in una famiglia molto legata al mondo dell'arte: il padre infatti lavorava nell'industria cinematografica filippina, mentre la madre era cantante e compositrice. Entrambi parlavano spagnolo ma non lo trasmisero ai figli, in casa infatti la lingua principalmente utilizzata era l'inglese, mentre in misura secondaria si parlavano due idiomi filippini. Bello fu educato dai gesuiti sin dall'infanzia, e su questo aspetto ha dichiarato che il principio della sua radicalizzazione fu una reazione proprio nei confronti del rigido sistema educativo a cui era sottoposto. Aggiungendo: «Le scuole gesuite nelle Filippine soddisfacevano essenzialmente le esigenze dei figli delle élite. Io non provenivo da quell'ambiente, ed ero istintivamente avverso ai loro pregiudizi di classe, in una forma pre-politica».
Conseguì un Bachelor of Arts in discipline umanistiche all'Università di Manila nel 1966, quindi insegnò per circa un anno in un college a Jolo, capoluogo della provincia filippina di Sulu, a maggioranza musulmana. Durante la sua permanenza a Jolo ebbe modo di conoscere e intrattenersi in discussioni con degli intellettuali musulmani - che poi sarebbero andati a formare il Fronte di Liberazione Nazionale Moro - di cui condivideva la convinzione che nelle Filippine si perpetrasse una sistematica discriminazione delle persone di fede islamica. In seguito lavorò per qualche anno come direttore editoriale dell'Institute of Philippine Culture, che fu avviato da antropologi dell'Università di Chicago. Lasciò l'incarico nel 1969 per proseguire gli studi all'Università di Princeton, conseguendo un Master of Arts in sociologia nel 1972.
Negli Stati Uniti osservò le grandi lotte studentesche contro la guerra in Vietnam, che lo portarono ad acquisire una vera e propria coscienza politica. Sempre a Princeton studiava per ottenere un Ph.D. in sociologia, e ciò lo portò ancora nel 1972 a visitare il Cile di Salvador Allende, della cui visione politica si sentiva attratto, per analizzare la mobilitazione politica nelle baraccopoli. Appena giunto in Cile si rese però conto che la situazione politica stava mutando e che l'opposizione era in ascesa, così dovette modificare i suoi obiettivi iniziali, passando a studiare l'emergere della reazione nel paese. Riguardo a questo lavoro ha dichiarato: «Venendo dal Terzo Mondo non era facile a farsi. Se non eri cileno, e avevi la pelle scura, si tendeva a bollarti come un agente cubano. Ciò mi ha messo nei guai un certo numero di volte».
Dallo studio della situazione politica cilena riscontrò che la consolidazione del fronte anti-Allende andava imputata sia alle trame della CIA, che in egual misura, se non maggiore, alle forze classiste cilene.
Intanto nelle Filippine Ferdinand Marcos impose la legge marziale per fronteggiare la rivolta comunista di Sison e Buscayno, sciogliendo nel frattempo il parlamento e abolendo i partiti politici. Conclusa l'esperienza in Cile, Bello fece ritorno negli USA e trovò quindi la comunità filippina in tumulto. Vari gruppi di sinistra che contestavano la dittatura di Marcos andavano formandosi ed anche Bello cominciò il suo attivismo politico, avvicinandosi all'Unione dei Filippini Democratici (Katipunan ng Demokratikong Pilipino - KDP), alleati del Partito Comunista delle Filippine. Rimase apolide per molti anni a partire dalla metà dei '70, quando al tentativo di rinnovare il suo passaporto le autorità filippine risposero con una confisca.

### Impegno politico
Conseguì quindi il suo Ph.D. nel 1975 e successivamente si dedicò in misura crescente all'impegno politico, al punto da divenire una figura di spicco nel movimento per il ripristino della democrazia nelle Filippine, coordinando la Anti-Martial Law Coalition e istituendo la Philippines Human Rights Lobby a Washington. Nello stesso periodo insegnò al City College di San Francisco, alla State University di New York ed all'Università della California - Berkeley, per un totale di circa 4 anni. Si unì quindi al Partito Comunista delle Filippine, venne arrestato più volte ed infine imprigionato dalle autorità statunitensi nel 1978 per aver guidato l'occupazione pacifica del consolato filippino a San Francisco, venendo liberato dopo tre settimane in seguito ad uno sciopero della fame condotto per portare all'attenzione le presunte violazioni dei diritti umani nel suo paese natio. Nel 1979 fu cofondatore, assieme a Peter Hayes e Lyuba Zarsky, del Nautilus Institute, un istituto di ricerca focalizzato sulle connessioni tra tematiche energetiche ed azioni politiche a livello internazionale.
Mentre si batteva in sostegno dei diritti umani nelle Filippine si rese conto che le concessioni ed i prestiti della Banca Mondiale e del FMI supportavano il regime di Marcos; per smascherare il loro ruolo, decise di fare irruzione nel quartier generale della Banca Mondiale a Washington, portandosi via 3000 pagine di documenti riservati. Questa impresa gli fornì il materiale per il suo libro Development Debacle: the World Bank in the Philippines (1982), che divenne un bestseller clandestino nelle Filippine e contribuì ad allargare il movimento popolare che depose Marcos nel 1986.
Dopo la caduta del regime di Marcos, Bello si unì all'organizzazione non governativa Food First negli USA, e cominciò ad occuparsi nei suoi scritti delle istituzioni del sistema monetario internazionale concordato a Bretton Woods, in particolare studiando i paesi allora recentemente industrializzati dell'Asia. Il libro del 1990 di cui è coautore, Dragons in Distress, critico verso il "miracolo" economico asiatico, venne scritto sei anni prima del collasso finanziario che travolse la regione.
Nel 1995 fondò a Bangkok, insieme a Kamal Malhotra, Focus on the Global South, un istituto di studi sociopolitici focalizzato sull'opposizione alle politiche neoliberiste e militariste ed alla promozione di alternative di sviluppo giuste ed eque, del quale più avanti divenne direttore esecutivo.
Al fallimentare incontro dell'Organizzazione Mondiale del Commercio (OMC) a Seattle nel 1999, Bello ebbe un ruolo primario nei dibattiti a contorno degli eventi di protesta e fu poi malmenato dalla polizia. Fu presente anche alle manifestazioni tenutesi a Genova in concomitanza del G8 nel 2001, e in questa occasione venne trattenuto dalla polizia italiana.
Dopo l'11 settembre 2001, esortò con tenacia gli USA a non ricorrere ad un intervento militare per combattere il terrorismo, in quanto a suo avviso questo genere di azione avrebbe avuto un effetto opposto a quello sperato, proponendo invece di affrontare le cause del terrorismo alla radice: povertà, ineguaglianza, ingiustizia e oppressione.
Nel marzo 2002 guidò una missione di pace nell'isola di Basilan, nel meridione delle Filippine. È stato anche uno dei capi della missione di pace condotta da parlamentari asiatici e attivisti della società civile che visitò Baghdad nel marzo 2003 in un ultimo tentativo di fermare l'invasione statunitense dell'Iraq. In seguito ebbe larga eco tra gli ambienti della società civile la strategia del boicottaggio delle conferenze ministeriali dell'OMC a Cancún (Messico) nel settembre 2003 ed a Hong Kong nel dicembre 2005 da lui proposta. Nell'agosto 2006 guidò inoltre una missione in Libano al culmine dei bombardamenti e dell'invasione israeliana. Nel settembre dello stesso anno il governo di Singapore gli proibì di entrare nell'isola per seguire l'incontro annuale Banca Mondiale-FMI, atto che fu criticato dallo stesso presidente della Banca Mondiale, Paul Wolfowitz.
Bello si è battuto per anni a favore della dismissione delle basi militari statunitensi nelle Filippine, a Okinawa e in Corea, ed ha coadiuvato la formazione di molte coalizioni regionali dedicate alla denuclearizzazione e demilitarizzazione.
Oltre che nei suoi scritti, il suo credo ambientalista si è manifestato nel ruolo di presidente del consiglio di amministrazione di Greenpeace Sud-Est asiatico, che ricoprì in passato. Nei suoi ultimi lavori ha biasimato la sottomissione finanziaria dei paesi in via di sviluppo e promosso modelli di sviluppo alternativi che renderebbero i paesi meno dipendenti dal capitale straniero.
Nell'ottobre 2021 ha annunciato la sua candidatura a vicepresidente alle elezioni del 2022 sotto il Partido Lakas ng Masa, di ideologia socialista democratica, selezionando come suo presidente il sindacalista Leody de Guzman.

### Giornalismo
I suoi articoli sono comparsi su numerosi periodici, inclusi: Review of International Political Economy, Third World Quarterly, Foreign Policy, Race and Class, Le Monde Diplomatique, Le Monde, Guardian, Boston Globe, Far Eastern Economic Review, The Nation e La Jornada.
Attualmente (2014) è opinionista per il Philippine Daily Inquirer e per Foreign Policy in Focus.

### Incarichi rilevanti
- Rappresentante nel Parlamento Filippino con il partito Akbayan dal 2009[10];
- ex presidente del consiglio di amministrazione di Greenpeace Sud-Est asiatico;
- ex presidente della Freedom from Debt Coalition[11];
- analista e membro del consiglio di amministrazione di Focus on the Global South;
- membro del consiglio di amministrazione dell'International Forum on Globalization dal 2001[12];
- direttore esecutivo di Food First dal 1990 al 1994[13];
- membro del Transnational Institute[14];
- adjunct professor all'Università dello Stato di New York di Binghamton[15];
- adjunct professor all'Università St. Mary di Halifax in Canada[15];
- professore di sociologia e pubblica amministrazione all'Università delle Filippine a Diliman dal 1997 al 2009[15].

Ha anche insegnato come professore ospite all'Università della California, Los Angeles nel 2002, all'Università della California, Irvine nel 2006 e all'Università della California, Santa Barbara sempre nel 2006. È stato inoltre Chancellor's Fellow all'Università della California, Irvine nel 2004.

## Curiosità
Nel 2009 The Economist gli ha attribuito il conio della parola deglobalization ("deglobalizzazione"), apparsa sul suo libro Deglobalization: Ideas for a New World Economy del 2002.

## Riconoscimenti
- New California Media Award per la migliore cronaca internazionale - 1998;
- Denver Peace and Justice Award - 2000;
- Chancellor's Award dell'Università delle Filippine per il miglior libro (A Siamese Tragedy: Development and Disintegration in Modern Thailand) - 2000;
- premio Suh Sang Don per notevoli contributi alla giustizia globale - 2001;
- Right Livelihood Award, conosciuto anche come il Premio Nobel alternativo, per “...notevoli sforzi nell'educazione della società civile riguardo agli effetti della globalizzazione portata avanti dalle multinazionali e di come le alternative a questo processo possano essere implementate” - 2003[2];
- President's Award dell'Università delle Filippine per pubblicazioni internazionali - 2001, 2002, 2003, 2004;
- Ph.D. onorario in sociologia dall'Università Panteion di Atene - 2005.

## Pubblicazioni
Per i testi di cui esiste una traduzione italiana si riporta il titolo italiano.
- Walden Bello, David Kinley; Elaine Elinson, Development Debacle: The World Bank in the Philippines, Institute for Food and Development Policy, 1982, ISBN 0-935028-12-9.
- Peter Hayes, Lyuba Zarsky; Walden Bello, American Lake: Nuclear Peril in the Pacific, Penguin Books, 1986, ISBN 0-14-009396-6.
- Walden Bello, Stephanie Rosenfeld, Dragons in Distress: Asia’s Miracle Economies in Crisis, Food First Books, 1990, ISBN 0-935028-55-2.
- Walden Bello, People and Power in the Pacific: The Struggle for the Post-Cold War Order, Food First Books, 1992, ISBN 0-935028-60-9.
- Walden Bello, Shea Cunningham; Li Kheng Poh, A Siamese Tragedy: Development and Disintegration in Modern Thailand, Food First Books, 1998, ISBN 0-935028-74-9.
- Walden Bello, Nicola Bullard; Kamal Malhotra, Global Finance: New Thinking on Regulating Speculative Capital Markets, Zed Books, 2000, ISBN 1-85649-792-5.
- Walden Bello, Il futuro incerto. Globalizzazione e nuova resistenza, Baldini & Castoldi, 2002, ISBN 88-8490-118-9.
- Walden Bello, La vittoria della povertà. La ricchezza degli Stati Uniti e la povertà globale, Baldini Castoldi Dalai Editore, 2004, ISBN 88-8490-508-7.
- Walden Bello, Deglobalizzazione. Idee per una nuova economia mondiale, Baldini Castoldi Dalai Editore, 2004, ISBN 88-8490-628-8.
- Walden Bello, Domination. La fine di un'era, Nuovi Mondi, 2005, ISBN 88-89091-20-7.
- Walden Bello, Herbert Docena; Marissa de Guzman; Mary Lou Malig, The Anti-Development State: The Political Economy of Permanent Crisis in the Philippines, Zed Books, 2006, ISBN 1-84277-631-2.
- Walden Bello, Walden Bello presents Ho Chi Minh. Down With Colonialism!, Verso, 2007, ISBN 1-84467-177-1.
- Walden Bello, Le Guerre del Cibo, Nuovi Mondi, 2009, ISBN 88-89091-69-X.
- Walden Bello, Capitalism’s Last Stand?: Deglobalization in the Age of Austerity, Zed Books, 2013, ISBN 1-78032-045-0.